# Вайола (Монтана)
Вайола (англ. Wyola) — переписна місцевість (CDP) в США, в окрузі Біґ-Горн штату Монтана. Населення — 190 осіб (2020).

## Географія
Вайола розташована за координатами 45°6′55″ пн. ш. 107°22′26″ зх. д. / 45.11528° пн. ш. 107.37389° зх. д. (45.115344, -107.373805).  За даними Бюро перепису населення США в 2010 році переписна місцевість мала площу 17,42 км², уся площа — суходіл.

### Клімат
| Клімат : Вайола       | Клімат : Вайола | Клімат : Вайола | Клімат : Вайола | Клімат : Вайола | Клімат : Вайола | Клімат : Вайола | Клімат : Вайола | Клімат : Вайола | Клімат : Вайола | Клімат : Вайола | Клімат : Вайола | Клімат : Вайола | Клімат : Вайола |
| Показник              | Січ.            | Лют.            | Бер.            | Квіт.           | Трав.           | Черв.           | Лип.            | Серп.           | Вер.            | Жовт.           | Лист.           | Груд.           | Рік             |
| Середній максимум, °C | 2,3             | 4,8             | 8,8             | 15,4            | 20,7            | 25,6            | 31,2            | 30,6            | 24,1            | 17,7            | 8,6             | 3,9             | 16,2            |
| Середній мінімум, °C  | −13,2           | −10,8           | −6,7            | −1,4            | 3,4             | 7,8             | 10,6            | 9,3             | 4,3             | −0,8            | −6,9            | −11,3           | −1,3            |
| Норма опадів, мм      | 18              | 18              | 28              | 51              | 66              | 61              | 30              | 20              | 41              | 36              | 20              | 18              | 404             |
| --------------------- | --------------- | --------------- | --------------- | --------------- | --------------- | --------------- | --------------- | --------------- | --------------- | --------------- | --------------- | --------------- | --------------- |
| Джерело: Weatherbase  |                 |                 |                 |                 |                 |                 |                 |                 |                 |                 |                 |                 |                 |

## Демографія
Згідно з переписом 2010 року, у переписній місцевості мешкало 215 осіб у 52 домогосподарствах у складі 45 родин. Густота населення становила 12 особи/км².  Було 58 помешкань (3/км²).
Расовий склад населення:
| - 81,9 % — корінних американців - 15,8 % — білих |

До двох чи більше рас належало 1,9 %. Частка іспаномовних становила 2,3 % від усіх жителів.
За віковим діапазоном населення розподілялося таким чином: 33,5 % — особи молодші 18 років, 58,6 % — особи у віці 18—64 років, 7,9 % — особи у віці 65 років та старші. Медіана віку мешканця становила 25,9 року. На 100 осіб жіночої статі у переписній місцевості припадало 102,8 чоловіків;  на 100 жінок у віці від 18 років та старших — 98,6 чоловіків також старших 18 років.
Середній дохід на одне домашнє господарство  становив 36 735 доларів США (медіана — 30 000), а середній дохід на одну сім'ю — 41 437 доларів (медіана — 35 000). Медіана доходів становила 28 750 доларів для чоловіків та 40 313 долари для жінок. За межею бідності перебувало 31,0 % осіб, у тому числі 26,9 % дітей у віці до 18 років та 26,1 % осіб у віці 65 років та старших.
Цивільне працевлаштоване населення становило 45 осіб. Основні галузі зайнятості: освіта, охорона здоров'я та соціальна допомога — 35,6 %, публічна адміністрація — 31,1 %, мистецтво, розваги та відпочинок — 11,1 %, роздрібна торгівля — 8,9 %.